# 半糙突吻鱈
半糙突吻鱈，為輻鰭魚綱鱈形目鼠尾鱈科的其中一種，分布於中西太平洋海域，屬深海底棲性魚類，深度399-1105公尺，體長可達25.1公分，棲息在底層水域，生活習性不明。

## 扩展阅读
維基物種上的相關：半糙突吻鱈